# 10 април
10 април е 100-тният ден в годината според григорианския календар (101-ви през високосна година). Остават 265 дни до края на годината.

## Събития
- 428 г. – Несторий става патриарх на Константинопол. Три години по-късно е свален от поста заради обвинения в ерес.
- 837 г. – Халеевата комета прави най-близкия си подход към Земята на разстояние, равно на 0,0342 AU (5,1 милиона километра).
- 879 г. – Луи III става крал на западните франки.
- 1500 г. – Лудовико Сфорца е заловен от швейцарски войски при Новара и е предаден на французите. С неговото залавяне Милано попада под френска власт за 360 години.
- 1710 г. – В Англия влиза в сила приетият през 1709 г. първи в света закон за авторското право.
- 1741 г. – Война за австрийското наследство: Прусия получава контрол над Силезия в битката при Молвиц.
- 1790 г. – Създадена е системата за патентоване в САЩ.
- 1809 г. – Наполеонови войни: Войната на петата коалиция започва, когато войските на Австрийската империя нахлуват в Бавария.
- 1815 г. – Вулканът Тамбора в Индонезия започва най-бурното изригване в съвременната история, в резултат на което загиват 71 хил. души.
- 1841 г. – Излиза първият брой на вестник Ню Йорк Трибюн.
- 1841 г. – В Канада е основан град Халифакс.
- 1849 г. – Американецът Уолтър Хънт патентова безопасната игла.
- 1864 г. – Ерцхерцог Максимилиан от Хабсбург е провъзгласен за император на Мексико след френската интервенция в Мексико.
- 1866 г. – Основано е българско читалище в Цариград.
- 1868 г. – Английски и индийски войски побеждават в Абисиния армията на етиопския император Теодрос II, избити са 700 етиопци.
- 1880 г. – Започват преговори за национално обединение на България.
- 1914 г. – Пред дипломатическия корпус в Крагуевац 2200 български наборници от Македония отказват да положат военна клетва в сръбската армия и на всеки десет е разстрелян по един.
- 1912 г. – Титаник напуска пристанището в Саутхемптън, Англия за своето първо и единствено плаване.

- 1913 г. – В 14:00 на полето до Руски паметник е основан спортен клуб Славия.
- 1916 г. – В САЩ е създадена професионалната асоциация по голф.
- 1919 г. – Лидерът на мексиканската революция Емилиано Сапата е застрелян в засада от правителствените сили в Морелос.
- 1922 г. – Започва провеждането на Генуезката конференция.
- 1925 г. – Великият Гетсби от Френсис Скот Фицджералд е публикуван за пръв път.
- 1930 г. – Произведена е първата синтетична гума.
- 1940 г. – Исландия се отделя от хегемонията на Дания.
- 1940 г. – Втора световна война: Катинско клане – десетки хиляди хора – цветът на полската нация – са екзекутирани от НКВД.
- 1941 г. – Втората световна война: Страните от Оста създават в окупирана Югославия Независима хърватска държава, управлявана от фашисткото движение Усташи на Анте Павелич.
- 1944 г. – Освобождаване на Одеса от окупацията на Нацистка Германия по време на Одеските операции.
- 1944 г. – Хенри Форд II става изпълнителен вицепрезидент на Ford Motor Company.
- 1945 г. – Германският крайцер Адмирал Шеер е потопен при атака на британската авиация, загиват 32-ма души на борда на кораба.
- 1953 г. – На екран е пуснат първият триизмерен филм – Восъчната къща.
- 1957 г. – Суецкият канал е отворен за всички кораби, след като е бил затворен за три месеца.
- 1963 г. – Американската подводница US Thresher потъва в океана, загиват 129 души екипаж.
- 1970 г. – Пол Маккартни обявява, че напуска Бийтълс по лични и професионални причини.

- 1972 г. – Подписване на Международната конвенция за забрана на биологичните и токсичните оръжия.
- 1972 г. – Гробници, съдържащи бамбукови свитъци, сред които Изкуството на войната на Сун Дзъ и изгубения военен трактат на Сун Бин, са случайно открити от строителни работници в Шандун.
- 1973 г. – Подписано е българо-гръцко споразумение за използване на Солунското пристанище от България.
- 1973 г. – Самолетът при полет 435 на „Инвикта Интернешънъл Еърлайнс“ катастрофира по време на подхода към Базел, Швейцария и убива 108 души.
- 1979 г. – В 20:34 ч. московско време е изстрелян космическият кораб Съюз-33, в който лети първият български космонавт Георги Иванов.
- 1988 г. – След 10-годишно строителство е открит 11-километровият мост Сето, съединяващ японските острови Хоншу и Шикоку.
- 1989 г. – Състои се премиерата на българския игрален филм „Адио, Рио“.
- 1998 г. – Подписано е Белфасткото споразумение, с което се слага край на „Смутните времена“ в Северна Ирландия.
- 2001 г. – България е извадена от негативния Шенгенски списък и за българите отпада изискването за визи в ЕС.
- 2010 г. – Самолетът на полските военновъздушни сили Ту-154 се разбива в Самолетна катастрофа край Смоленск, Русия, при което загиват всичките 96 пътници, в това число президентът на Полша Лех Качински и други официални лица.

## Родени
- 401 г. – Теодосий II, римски император († 450 г.)
- 1512 г. – Джеймс V, крал на Шотландия († 1542 г.)
- 1583 г. – Хуго Гроций, нидерландски философ († 1645 г.)
- 1755 г. – Самуел Ханеман, германски лекар, създател на хомеопатията († 1843 г.)
- 1769 г. – Жан Лан, френски офицер († 1809 г.)
- 1803 г. – Йохан Якоб Кауп, германски зоолог († 1873 г.)
- 1847 г. – Джоузеф Пулицър, унгаро-американски журналист († 1911 г.)
- 1852 г. – Артур Вирендел, белгийски инженер († 1940 г.)
- 1859 г. – Павел Христов, български военен деец († 1921 г.)
- 1864 г. – Ойген д'Албер, шотландско-германски композитор († 1942 г.)
- 1868 г. – Джордж Арлис, британски актьор († 1946 г.)
- 1869 г. – Георги Баласчев, български историк († 1936 г.)
- 1872 г. – Величко Георгиев, български лекар († 1924 г.)
- 1878 г. – Лазар Поптрайков, български революционер († 1903 г.)
- 1880 г. – Мохамед Надир Шах, афганистански крал († 1933 г.)
- 1883 г. – Богдан Филов, български археолог, държавник и регент († 1945 г.)
- 1887 г. – Бернардо Усай, аржентински физиолог, Нобелов лауреат през 1947 г. († 1971 г.)
- 1897 г. – Ерик Найт, британски писател († 1943 г.)
- 1913 г. – Щефан Хайм, германски писател († 2001 г.)
- 1917 г. – Робърт Бърнс Уудуърд, американски химик, Нобелов лауреат през 1965 г. († 1979 г.)
- 1925 г. – Добромир Ташков, български футболист († 2017 г.)
- 1927 г. – Луиджи Алва, перуански певец
- 1927 г. – Маршал Уорън Ниренбърг, американски биохимик, Нобелов лауреат през 1968 г. († 2010 г.)
- 1929 г. – Лиз Шеридан, американска актриса († 2022 г.)
- 1929 г. – Майк Хауторн, британски пилот от Формула 1 († 1959 г.)
- 1929 г. – Макс фон Сюдов, шведски актьор († 2020 г.)
- 1930 г. – Стефан Елевтеров, български литературовед († 1997 г.)
- 1932 г. – Омар Шариф, египетски актьор († 2015 г.)
- 1937 г. – Бела Ахмадулина, руска поетеса († 2010 г.)
- 1943 г. – Мустафа Чаушев, български поп и попфолк певец
- 1946 г. – Николай Волев, български актьор († 2024 г.)
- 1947 г. – Методи Стамболиски, македонски висш офицер
- 1947 г. – Халина Фронцковяк, полска певица
- 1948 г. – Цветан Атанасов, български футболист
- 1951 г. – Стивън Сегал, американски актьор
- 1957 г. – Джон Майлоу Форд, американски писател († 2006 г.)
- 1958 г. – Бейбифейс, американски певец
- 1967 г. – Димитър Ганев, български актьор
- 1972 г. – Марио Станич, хърватски футболист
- 1972 г. – Стоян Михалев, български певец и музикант
- 1973 г. – Гийом Кане, френски актьор
- 1973 г. – Роберто Карлош, бразилски футболист
- 1979 г. – Софи-Елис Бекстър, английска певица и композитор на песни
- 1984 г. – Манди Мур, американска певица
- 1986 г. – Венсан Компани, белгийски футболист
- 1986 г. – Фернандо Гаго, аржентински футболист
- 1988 г. – Иван Ракитич, хърватски футболист
- 1992 г. – Дейзи Ридли, английска актриса
- 1992 г. – Садио Мане, сенегалски футболист
- 1996 г. – Люик Ноте, белгийски певец
- 1996 г. – Андреас Кристенсен, датски футболист
- 1998 г. – Климентина Фърцова, българска театрална и филмова актриса
- 2007 г. – Ариана Нидерландска, принцеса на Нидерландия

## Починали
- 1347 г. – Уилям Окам, английски философ (* 1285 г.)
- 1533 г. – Фредерик I, крал на Дания (* 1471 г.)
- 1545 г. – Констанцо Феста, италиански композитор (* ок. 1485 г.)
- 1585 г. – Григорий XIII, римски папа (* 1502 г.)
- 1646 г. – Сантино Солари, швейцарски архитект и скулптор (* 1576 г.)
- 1813 г. – Жозеф Луи Лагранж, френски математик (* 1736 г.)
- 1825 г. – Пол-Луи Курие, френски републиканец, философ и елинист (* 1772 г.)
- 1861 г. – Едуар Менетрие, френски зоолог (* 1802 г.)
- 1904 г. – Изабела II, кралица на Испания (* 1830 г.)
- 1907 г. – Ставре Гогов, български революционер (* 1884 г.)
- 1909 г. – Алджернон Чарлз Суинбърн, английски поет, драматург, критик (* 1837 г.)
- 1919 г. – Емилиано Сапата, мексикански революционер (* 1879 г.)
- 1920 г. – Мориц Кантор, германски математик (* 1829 г.)
- 1931 г. – Халил Джубран, ливанско-американски поет, писател, философ и художник (* 1883 г.)
- 1945 г. – Павел Панов, български военнослужещ (* 1895 г.)
- 1955 г. – Пиер Теяр дьо Шарден, френски палеонтолог и теолог (* 1881 г.)
- 1962 г. – Майкъл Къртис, американски режисьор (* 1886 г.)
- 1962 г. – Стюарт Сътклиф, шотландски музикант и член на Бийтълс за кратко време (* 1940 г.)
- 1962 г. – Марко Марчевски, български писател и преводач (* 1898 г.)
- 1966 г. – Ивлин Уо, английски писател (* 1903 г.)
- 1968 г. – Павел Юдин, руски философ (* 1899 г.)
- 1973 г. – Васил Киселков, български славист, преводач от старобългарски език (* 1887 г.)
- 1979 г. – Нино Рота, италиански филмов композитор (* 1911 г.)
- 1989 г. – Николай Гринко, украински актьор (* 1920 г.)
- 1995 г. – Борис Априлов, български детски писател (* 1921 г.)
- 2003 г. – Лъчезар Аврамов, български комунист (* 1922 г.)
- 2010 г. – Лех Качински, президент на Полша (* 1949 г.)
- 2013 г. – Реймон Будон, френски социолог (* 1934 г.)
- 2018 г. – Тончо Русев, български композитор, диригент и музикант (* 1932 г.)
- 2025 г. – Тед Кочев, канадски режисьор от български произход (* 1931 г.)

## Празници
- Международен ден на съпротивителното движение
- Азербайджан – Ден на строителя
- САЩ – Ден на Армията на спасението
- Украйна – Ден на освобождението на Одеса